# Stephen Lepcha
Stephen Lepcha (ur. 22 grudnia 1952 w Suruk) – indyjski duchowny rzymskokatolicki, od 1997 biskup Dardżyling.